# Colegiata de San Miguel Arcángel
La colegiata de San Miguel Arcángel es un templo católico ubicado en Alfaro (La Rioja, España), fue declarada Monumento Nacional el 23 de abril de 1976. Es el santuario más grande de La Rioja y la única colegiata de España realizada por completo en ladrillo.
Situada en la Plaza de España y desde una gran escalinata se puede acceder a su fachada, construida en ladrillo, de estilo clasicista y de 45 metros de altura, está enmarcada por dos torres casi gemelas de 50 metros de altura cada una. Toda la construcción alcanza 3.000 m² .
Las obras comenzaron con la visita del Obispo Martín Ferrer el 29 de mayo de 1619, pero este proyecto principal se fue remodelando con el paso de los años, es por esto que se tardó más de 100 años en construir. Se le quiso dar un aspecto catedralicio. 

## Historia de su construcción
Es el 19 de enero de 1544 cuando los Canónigos se ponen de acuerdo para sustituir la iglesia de San Miguel de Arriba que estaba a punto de hundirse y sus dimensiones eran reducidas para la población del municipio.
El 26 de agosto del año siguiente la diócesis aprueba la construcción de la nueva iglesia y ya el 7 de noviembre, el Canónigo Miguel Ximénez tiene que buscar maestros de obras para empezar su construcción. En 1556 se firman las escrituras y es el 26 de noviembre de 1562 cuando se pone la primera piedra.
Este proyecto se fue remodelando con el paso de los años, es por esto por lo que se tardó más de 100 años en construir, es en el siglo XVII cuando la Colegiata abre sus puertas.

## Descripción Interior

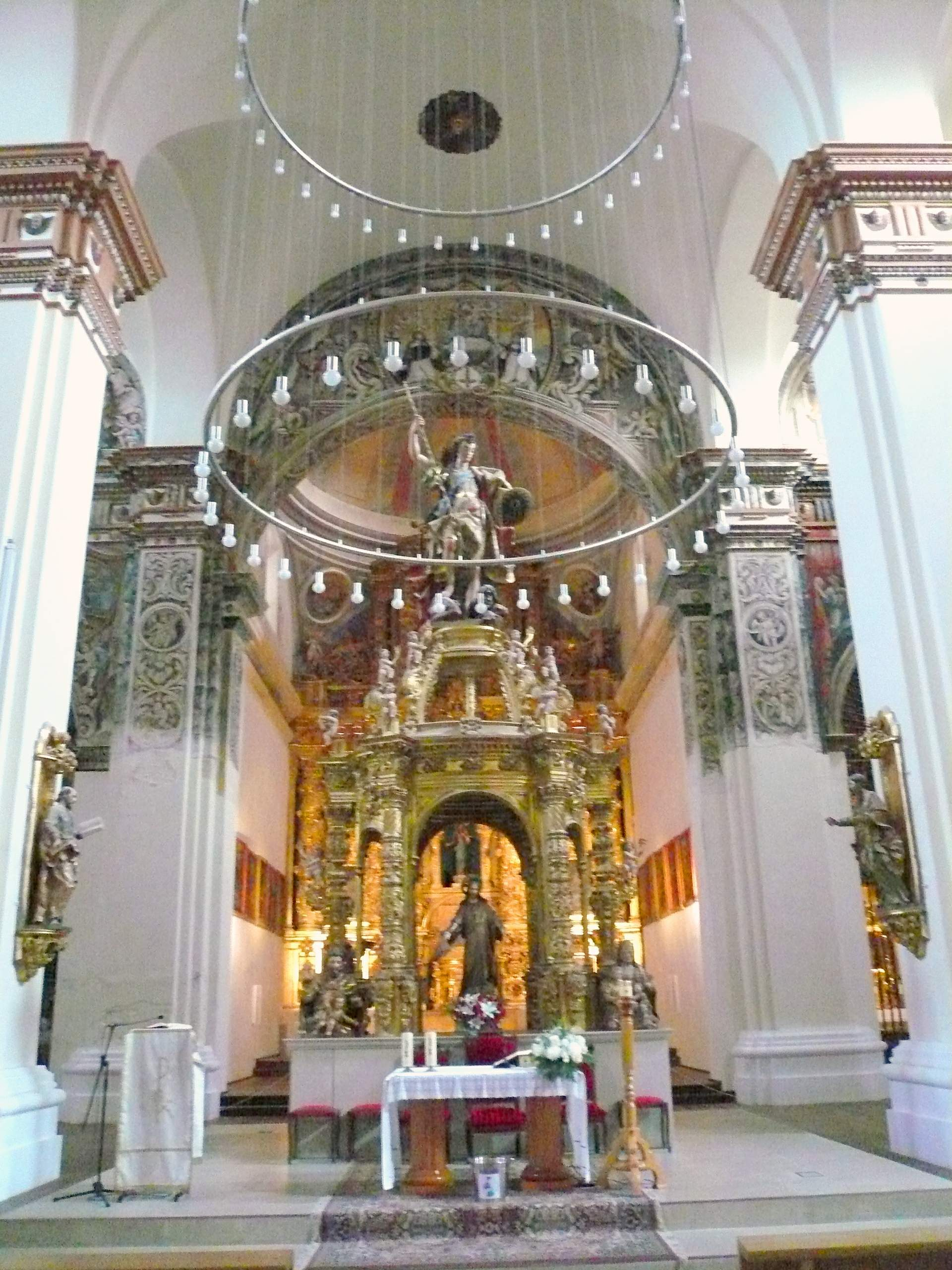
Aspecto de la nave central

Su construcción abarca 3.000 m², en los que se disponen 12 capillas en los laterales de una planta rectangular. Además, cuenta con un Altar Mayor, en el que se encuentra la imagen de San Miguel del autor Gregorio Fernández de 1635, y un Coro, tallado en nogal por Mateo de Rubalcaba de Nájera, está situado en el centro de la Colegiata y es uno de los primeros ejemplares del resurgimiento en el Renacimiento de las Sillerías corales.
La altura de sus bóvedas es de 18,5 m y la cúpula central del crucero llega a los 31,5 m.

### Capillas
- Capilla de San Juan Bautista.

Retablo de un solo cuerpo, con columnas salomónicas lisas, tiene en él la imagen de San Juan Bautista, esculpida por Mateo de Rubalcaba de Nájera. Además, en el banco se puede ver la imagen de Santa Águeda. Por último, guarda la pila bautismal, que es original de la época.
- Capilla del Dulce Nombre de Jesús.

Consta de un cuerpo y ático con estípites y columnas salomónicas. Fue realizada por Juan de Arregui en 1727. En ella se encuentran dos imágenes de obispos santos San Ambrosio y San Agustín, ambos tallados por Mateo de Rubalcaba. En el ático se ve un lienzo de la Virgen con el niño dormido.
- Capilla del Amor Hermoso.

Antes conocida como capilla de San Pedro, es un retablo del siglo XVII. En él se puede ver el escudo papal en el ático y la imagen de San José de Calasanz. En la hornacina central, se encuentra una imagen barroca de la Virgen sobre un trono de ángeles. En una urna, se localiza la imagen de San Cristóbal.
- Capilla de las Ánimas.

Retablo de friso curvo decorado con imágenes de ángeles. En él aparecen esculpidas en alabastro las ánimas del purgatorio. Se pueden observar en él, también, los cuadros de la Ascensión y Descendimiento de Jesucristo. Además, en las urnas, se ven a la Dolorosa y a San Juan Evangelista.
- Capilla de San Roque.

Retablo dedicado al patrón mayor de Alfaro. Aun siendo patrón de los leprosos, en esta ocasión aparece de aspecto atlético y saludable (no como en otras representaciones, en las que suele aparecer llagado). La talla es de la Escuela Napolitana. También podemos observar la escultura de San Ezequiel, santo alfareño que nació en 1848. Es patrón mundial del cáncer.
- Capilla de San Ildefonso o de los Araciel.

Las capillas de la cabecera poseen todas la misma arquitectura: bóvedas con linternas apoyadas sobre pechinas. En esta en particular, los frescos de la bóveda no se han podido recuperar bien pero hacen referencia a la llegada de la Virgen del Pilar.
En esta capilla aparecen imágenes de la justicia y de la Fe. La verja que encierra la capilla se divide en tres cuerpos. En la parte superior se ve el escudo de la familia Araciel, en el centro, la cruz de Santiago (la orden a la que pertenecían).
Retablo barroco que tiene un ático, un cuerpo de tres calles y un zócalo. En la hornacina centra se observa la Imposición de la Casulla de San Ildefonso, motivo que también aparece en el lienzo de la pared izquierda. En el banco está la imagen de la Dolorosa, también de la Escuela Napolitana.
A la derecha, yace el sepulcro donde está enterrado el corazón del Arzobispo de Zaragoza, Don Manuel Pérez de Araciel y Rada, sin el resto de su cuerpo por petición suya.
- Capilla de Nuestra Señora del Rosario.

Retablo barroco muy ornamentado. Se puede ver en su ático la coronación de la Virgen, en la hornacina central se observa Nuestra señora del Rosario y con respecto a las pinturas, son de la escuela del Greco.
- Capilla de San José.

Retablo construido por Juan de Arregui en 1727. El Cristo que aparece en el ático es gótico del siglo XIV, traído de la Iglesia de San Miguel de Arriba. Los frescos que hay sobre el arco de acceso a la capilla hacen referencia a la huida a Egipto y el sueño de San José.
- Capilla de los Desposorios.

También conocida como la capilla de los Pueyo o de los Quintana, pues ha pertenecido a ambas familias. Aparece el escudo de los Pueyo en el retablo de los Desposorios de María y José; así como la imagen de la Virgen del Pueyo, de estilo gótico, en el retablo de alabastro dedicado a la Virgen María.
Vemos también la imagen de la Virgen del Cisne.
- Capilla de San Joaquín y Santa Ana.

Su retablo principal es gemelo al de la Capilla de las ánimas. Hay otro retablo más en esta capilla el de Santa Lucía que es clasicista de la segunda mitad del siglo XVII. En él aparecen Santa Bárbara en el ático, Nuestra Señora de la Expectación en la hornacina central, a su derecha Santa Rita de Casia y a su izquierda Santa Lucía. También se ve el cuadro de Cristo de las Horas, barroco del siglo XVII, en el que aparece el dolor de Cristo en la Cruz en distintas horas, representado con rayos de luz e inscripciones en latín.
- Capilla del Santo Entierro.

Compuesta de un retablo rococó de finales del siglo XVIII con columnas corintias. En la hornacina central se encuentra la Dolosa. En el banco, está un cristo yacente de pelo natural y brazos articulados en una urna. 
- Capilla de San Esteban.

Retablo neoclásico, gemelo al de la primera capilla ya mencionada (situada, además, enfrente de esta). En la hornacina central aparece San Esteban, esculpido por Mateo de Rubalcaba de Nájera. En el ático hay un cuadro de la Magdalena y en el banco, un cuadro de Santa Apolonia.

## Colonia de Cigüeñas
En el tejado de esta Colegiata se encuentra la mayor colonia de cigüeña blanca sobre un único edificio que existe en el mundo. Aproximadamente 700 son las cigüeñas que componen esta colonia.
El hecho de que haya tantas cigüeñas en esta localidad se debe a la gran extensión de cultivo de regadío y secano con la que cuenta Alfaro (192 km cuadrados) en la ribera del Ebro de donde las cigüeñas obtienen alimento y gran parte del material para construir sus nidos. 

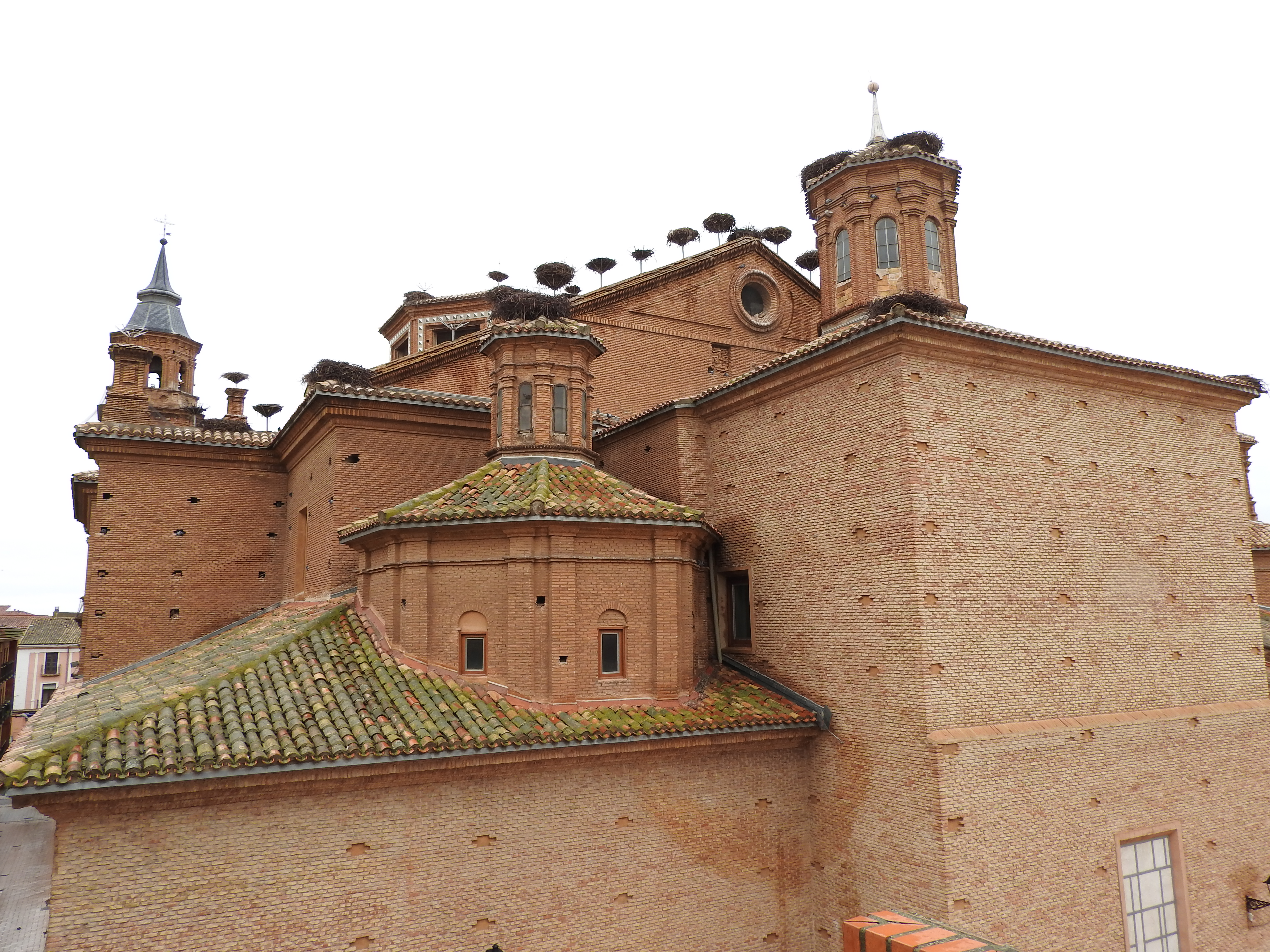
Parte trasera de la Colegiata de San Miguel Arcángel (Alfaro, La Rioja)

La cuestión de que las cigüeñas elijan este edificio de 45 metros de altura y 3.000 metros cuadrados de cubierta, es por su torpeza al despegar y por la gran envergadura de sus alas, además de que, como les gusta vivir en colonia, la cubierta es perfecta para albergar un gran número de nidos.
Así pues la Colegiata es perfecta por altura, superficie y situación (ya que a las cigüeñas les gusta vivir en el núcleo urbano para evitar a sus depredadores).

## Restauración
A consecuencia del deterioro producido por el paso de los años y distintos agentes, la Colegiata ha sufrido varios procesos de restauración que han durado durante varios años. 
La primera de ellas fue la “eliminación de las humedades en los paramentos”. Hubo distintas actuaciones para solucionar este problema, unas trataban evitar que las aguas subterráneas siguieran ascendiendo, otras disponían lo necesario para el secado de muros. 
La segunda fue la “restauración de cubiertas” deterioradas por las cigüeñas, ya que los nidos pueden pesar aproximadamente 500 kg, además de que varias piezas estructurales se veían afectadas por hongos y termitas.
La tercera fue la “restauración de interiores”, una vez solucionado el primer problema, el de las humedades, se procedió a rehabilitar el interior del templo.
También hubo una intervención de emergencia: “la reconstrucción del chapitel de la torre izquierda”, ya que el 19 de julio de 2006 un rayo cayó sobre el chapitel izquierdo de la Colegiata, que empezó a arder y se destruyó. La obra fue declarada de urgencia por el Ministerio de Vivienda, así que, con la ayuda de artesanos y especialistas, en febrero de 2007 se repuso el nuevo chapitel.
Todas estas obras mantuvieron a la Colegiata cerrada durante siete años y su reapertura coincidió con la inauguración de la exposición “La Rioja Tierra Abierta” que, desde el 8 de abril al 12 de octubre de 2011, San Miguel fue la sede de dicha exposición.